# Saint-Jouan-de-l'Isle
 Saint-Jouan-de-l'Isle (en bretó Sant-Yowan-an-Enez) és un municipi francès, situat a la regió de Bretanya, al departament de les Costes d'Armor. L'any 1999 tenia 345 habitants.

## Demografia
| 1962                                       | 1968 | 1975 | 1982 | 1990 | 1999 |
| ------------------------------------------ | ---- | ---- | ---- | ---- | ---- |
| 411                                        | 426  | 415  | 375  | 359  | 345  |
| Des de 1962: població sense dobles comptes |      |      |      |      |      |

## Administració
| Període   | Identitat        | Partit |
| --------- | ---------------- | ------ |
| 2001-2008 | William Duran    |        |
| 2008-     | Christophe Pérou |        |